# Irving Calkins
Irving Romaro Calkins (ur. 31 października 1875 w Palmer, zm. 26 sierpnia 1958 w Springfield) – amerykański strzelec, mistrz olimpijski, mistrz świata.
Calkins był przewodniczącym US Revolver Association. Przez ponad 50 lat był chirurgiem w Springfield, w którym mieszkał. Zajmował się także magią, był przewodniczącym American Society of Magicians (obecnie Society of American Magicians).
Wystąpił na Letnich Igrzyskach Olimpijskich 1908 w dwóch konkurencjach. Zajął ósme miejsce w pistolecie dowolnym z 50 jardów. W drużynowym strzelaniu z pistoletu dowolnego zdobył wraz z kolegami złoty medal, osiągając drugi rezultat wśród amerykańskich zawodników (skład zespołu: Charles Axtell, Irving Calkins, John Dietz, James Gorman).
Calkins jest trzykrotnym medalistą mistrzostw świata w pistolecie dowolnym, wszystkie medale zdobył już po zakończeniu I wojny światowej. Podczas słabo obsadzonych zawodów w 1923 roku został indywidualnym i drużynowym mistrzem świata, zaś rok wcześniej zdobył brąz w drużynie.

## Wyniki

### Igrzyska olimpijskie
| Igrzyska | Konkurencja                            | Wynik                             | Miejsce | Źródło |
| -------- | -------------------------------------- | --------------------------------- | ------- | ------ |
| IO 1908  | Pistolet dowolny, 50 jardów            | 457 pkt.                          | 8       | [ 2 ]  |
| IO 1908  | Pistolet dowolny, 50 jardów, drużynowo | 1914 pkt. (druż.) 473 pkt. (ind.) |         | [ 3 ]  |

### Medale mistrzostw świata
Opracowano na podstawie materiałów źródłowych:
| Mistrzostwa     | Konkurencja                       | Wynik                             | Miejsce |
| --------------- | --------------------------------- | --------------------------------- | ------- |
| Mediolan 1922   | Pistolet dowolny, 50 m, drużynowo | 2461 pkt. (druż.)                 |         |
| Camp Perry 1923 | Pistolet dowolny, 50 m, drużynowo | 523 pkt. (druż.)                  |         |
| Camp Perry 1923 | Pistolet dowolny, 50 m, drużynowo | 2540 pkt. (druż.) 523 pkt. (ind.) |         |